# Giovanni Salvati
Giovanni Salvati (* 2. November 1941 in Castellammare di Stabia, Italien; † 14. November 1971 in Porto Alegre, Brasilien; auch: Gianni Salvati) war ein italienischer Automobilrennfahrer. Sein größter Erfolg war der Gewinn in der Italienischen Formel-3-Meisterschaft 1970. Im darauf folgenden Jahr verunglückte er bei einem Formel-2-Rennen in Brasilien tödlich.

## Biografie
Salvati wurde in der Hafenstadt Castellammare di Stabia am Golf von Neapel geboren. Sein Vater betrieb dort eine Tankstelle und einen Reifenhandel. 1960 zog die Familie Salvati nach Mailand, wo sie wiederum eine Reifenhandlung eröffnete. Giovanni Salvati arbeitete in den 1960er-Jahren hauptberuflich in dem elterlichen Betrieb.

## Motorsportkarriere

### Anfänge
1966 bestritt Salvati in der Nachwuchsserie Formel Monza seine ersten Automobilrennen. In den beiden folgenden Jahren fuhr er regelmäßig in der Formula 850 und erzielte in dieser Zeit vier Siege.

### Formel 3

#### 1969
1969 debütierte Salvati für das Werksteam des Mailänder Rennwagenherstellers Tecno in der Italienischen Formel-3-Meisterschaft. Bereits bei seinem zweiten Formel-3-Rennen, der Trofeo Novolan 1969 in Monza, fuhr er im Abschlusslauf die schnellste Rundenzeit, konnte das Rennen aber wegen eines Unfalls in der 43. Runde nicht beenden. Zwei Wochen später belegte er bei der Trofeo Bruno e Fofi Vigorelli 1969 an gleicher Stelle im Abschlusslauf die Poleposition und fuhr erneut die schnellste Runde, kam aber nur auf Platz 10 ins Ziel. Bei der Coppa dell’Autodromo di Monza Anfang Mai 1969 verpasste er die Qualifikation. Ab Juni 1969 fuhr Salvati nicht mehr für Tecno. Bei den verbleibenden Rennen trat er vereinzelt für das Team Scuderia Italia, das er gemeinsam mit seinem Bruder Adriano gegründet hatte, in einem Chassis von Silva an, erzielte aber keine Meisterschaftspunkte mehr.

#### 1970
1970 ging Salvati wieder für Tecno in der Formel 3 an den Start. Diesmal hatte er einen neu konstruierten Tecno 70 mit einem von Novamotor getunten Ford-Vierzylinder zur Verfügung. Die Saison wurde zu Salvatis erfolgreichstem Jahr im Motorsport. Er gewann den Gran Premio Ruote Campagnolo in Monza, das Südwestpokal-Rennen in Hockenheim, und eine Woche später das Critérium de Magny-Cours in Frankreich. Eine Quelle nennt außerdem einen Sieg in Montlhéry, dazu finden sich aber keine Eintragungen in den Jahresstatistiken. Am Ende des Jahres gewann Salvati die Italienische Formel-3-Meisterschaft vor Claudio Francisci und Gianluigi Picchi.

### Formel 2

#### 1970
Parallel zu seinem Formel-3-Engagement debütierte Salvati 1970 in der europäischen Formel 2. Seinen ersten Einsatz hatte er für das Tecno-Werksteam bei der Lotteria di Monza im Juni 1970, einem mit nur 10 Fahrern besetzten Rennen, das nicht zur Formel-2-Europameisterschaft zählte. Salvati fuhr die schnellste Runde und gewann das Rennen vor Graham Birrell und Ernesto Brambilla. Ein weiteres Formel-2-Rennen bestritt er in diesem Jahr nicht.

#### 1971

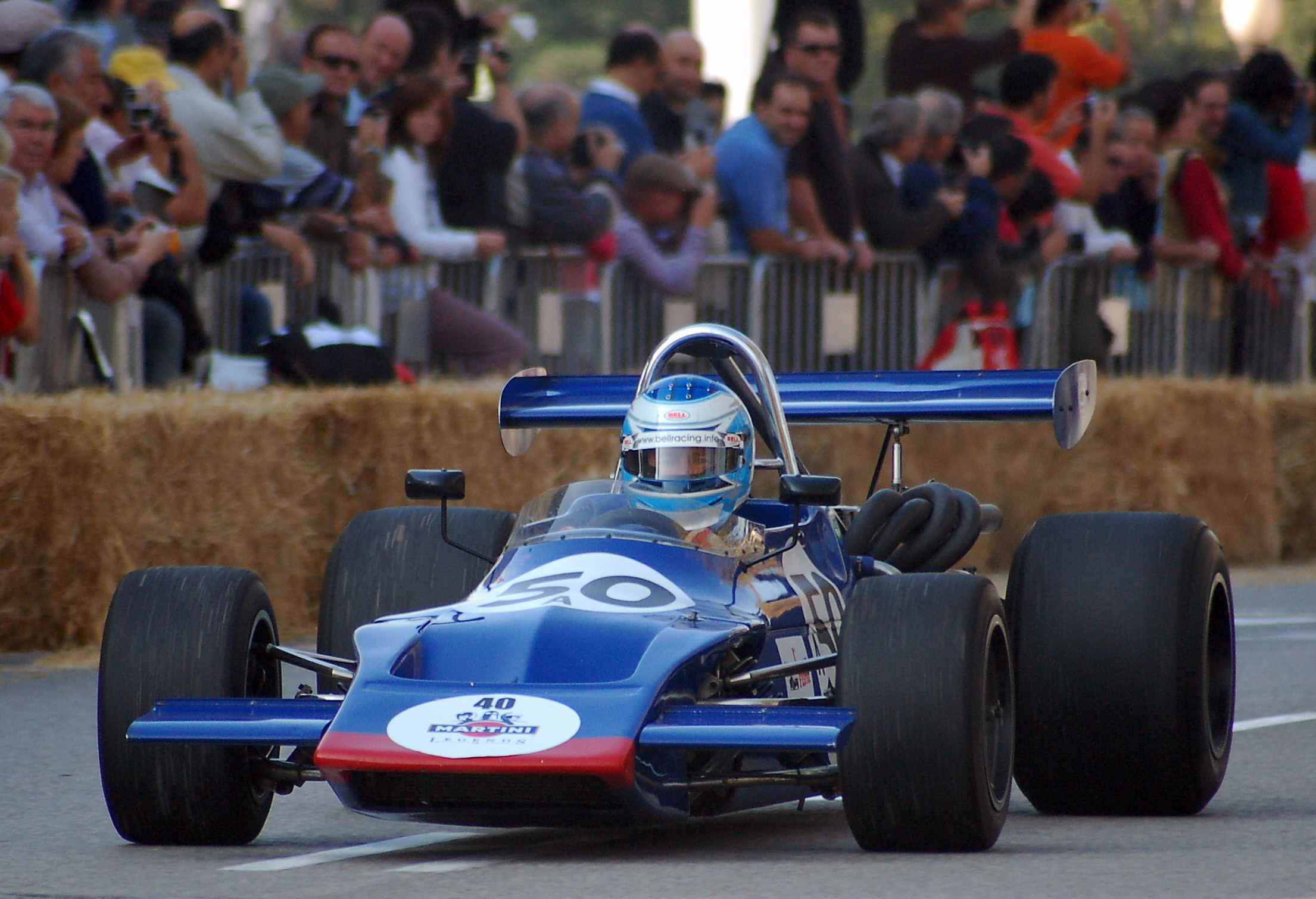
March 712

Nach seinem Formel-3-Erfolg 1970 galt Salvati als eine der großen Hoffnungen für die Formel-2-Europameisterschaft 1971, doch zunächst gelang es ihm nicht, ein Cockpit in einem Formel-2-Team zu finden. Das Tecno-Werksteam stand nicht zur Verfügung; Tecno beschränkte sich auf den Einsatz von François Cevert, der als Kandidat für den Formel-2-Titel galt. Letztlich musste Salvati die ersten Rennen der Saison 1971 auslassen und debütierte am 31. Mai 1971 bei der London Trophy in Crystal Palace, dem fünften Lauf der Formel-2-Europameisterschaft. Er fuhr hier und bei allen folgenden Einsätzen für die von Sandro Angeleri geleitete Scuderia Ala d’Oro und ging dabei mit einem neu aufgebauten March 712 an den Start. In London verpasste er die Qualifikation. Die beiden folgenden Meisterschaftsläufe in Frankreich und in Schweden ließ Salvati wieder aus, fuhr aber in der Zwischenzeit beim Gran Premio Città di Imola 1971, der anders als im Jahr zuvor nicht zur Meisterschaft zählte. Hier belegte er im Abschlussrennen den zweiten Platz hinter dem Williams-Piloten Carlos Pace. Salvatis zweiter Meisterschaftslauf war das Flugplatzrennen Tulln-Langenlebarn am 12. September 1971 in Österreich, das er wegen eines technischen Defekts seines Autos nicht beendete. Zwei Wochen später fiel er in Albi nach 16 Runden mit überhitztem Motor aus. Die letzten beiden Meisterschaftsläufe fanden auf dem Autodromo Vallelunga in der Nähe Roms statt. Salvatori nahm an beiden Rennen teil. Den Großen Preis von Rom beendete er auf Platz 10, den Gran Premio Madunina auf Platz 9.

#### Torneio Brasiliero Formule 2 1971
Nachdem die Formel-2-Europameisterschaft 1971 im Oktober beendet war, fand im November 1971 in Brasilien die Torneio Brasiliero Formule 2 statt, eine aus vier Veranstaltungen bestehende Serie nach dem Reglement der Formel 2, zu der die meisten Teams, die an der Europameisterschaft teilgenommen hatten, mit einem oder zwei Autos antraten. Einfluss auf eine Meisterschaft hatte die Serie nicht; sie verschaffte den Fahrern aber Fahrpraxis und leistete durch hohe Startgelder einen Beitrag zu Budgets der Teams. Die Scuderia Ala d’Oro meldete den bekannten March 712 für Salvati. Einer Quelle zufolge verabredete Salvati in diesen Wochen mit Graham Hill einen Einsatz in dessen künftigem Formel-1-Team.
Das erste Rennen des Torneio in Interlagos beendete Salvati als Fünfter, im zweiten, das eine Woche später am gleichen Ort stattfand, fiel er nach zwölf Runden aus. Beim dritten Lauf verunglückte Salvati tödlich.

#### Tödlicher Unfall in Porto Alegre

Autódromo Internacional de Tarumã

Am 14. November 1971 fand der dritte Lauf des Torneio auf dem Autódromo Internacional de Tarumã in Porto Alegre statt. Das Rennen wurde in zwei Läufen zu je 30 Runden ausgetragen. Im ersten Lauf fiel Salvati wegen eines defekten Schalthebels aus.
Zu Beginn des zweiten Laufs gehörte Salvati zusammen mit Carlos Reutemann in einem privaten Brabham, Ronnie Peterson (Werks-March) und Emerson Fittipaldi (Lotus) zum Führungsquartett, später kamen Wilson Fittipaldi (March) und Tim Schenken (Kunden-Brabham) hinzu. In der 23. Runde führte Emerson Fittipaldi vor Schenken und Reutemann, Wilson Fittipaldi und Salvati lagen auf den Plätzen vier und fünf. Zu Beginn der 24. Runde fuhr Salvati unmittelbar hinter Wilson Fittipaldi. In der ersten Kurve nach der Start-und-Ziel-Geraden (Curva 1) unternahm er einen Versuch, Fittipaldi zu überholen; ein ähnliches Manöver hatten Peterson und Emerson Fittipaldi bereits einige Runden früher erfolglos versucht. Für den Überholversuch musste Salvati die Ideallinie verlassen. Als er mit Geschwindigkeitsüberschuss an der linken Seite neben Fittipaldi war, blockierten die Vorderräder, sodass sich Salvatis Wagen nicht mehr lenken ließ. Der Überholversuch misslang. Salvati bekam die Kurve nicht; sein Auto fuhr weiter geradeaus. Er prallte nahezu rechtwinklig in die Metallleitplanke, die an dieser Stelle nur wenige Zentimeter tief im Erdboden verankert war. Die schwach befestigte Leitplanke hob sich an, und Salvatis Auto rutschte mit drei von vier Rädern unter ihr hindurch. Salvati erlitt schwere Verletzungen und war sofort tot. Warum die Bremsen blockierten, blieb ungeklärt. Verschiedene Thesen wurden verbreitet. Teilweise wurde auf einen technischen Defekt verwiesen – der Rennfahrer Carlos Ruesch etwa spekulierte alternativ über ein klemmendes Gaspedal –, andere halten es für möglich, dass Salvati bewusst bremste, um in der Kurve einen Zusammenstoß mit Wilson Fittipaldi zu vermeiden.
Der zweite Lauf wurde trotz des Unfalls ohne Unterbrechung zu Ende gefahren. Sieger dieses Durchgangs war Emerson Fittipaldi, während in der Gesamtwertung, die aus den Ergebnissen der Einzelläufe zusammengesetzt war, Carlos Reutemann als Sieger geführt wurde.
Die beiden italienischen Rennfahrer Arturo Merzario und Claudio Francisci, die bei Frank Williams unter Vertrag standen, verzichteten auf einen Start beim anschließenden vierten Rennen des Torneio Brasiliero und nahmen stattdessen an der Beisetzung Salvatis in Mailand teil. An ihrer Stelle meldete Williams Carlos Pace und José Dolhem.
Salvatis March 712 wurde nicht wieder aufgebaut. Wahrscheinlich verwendete die Scuderia Ala d’Oro einzelne nicht beschädigte Teile als Ersatzteile im folgenden Jahr für andere Fahrzeuge des Teams.

## Ergebnisse in der Formel-2-Europameisterschaft

### Einzelergebnisse
| Saison | 1 | 2 | 3 | 4   | 5 | 6 | 7   | 8   | 9  | 10 | 11 |
| ------ | - | - | - | --- | - | - | --- | --- | -- | -- | -- |
| 1971   |   |   |   |     |   |   |     |     |    |    |    |
|        |   |   |   | DNQ |   |   | DNF | DNF | 10 | 9  |    |